# Regierungsbezirk Kassel
Regierungsbezirk Kassel er et af de tre regierungsbezirke i den tyske delstat Hessen. Det ligger i den nordlige del af delstaten og er arealmæssigt større end både Regierungsbezirk Gießen og Regierungsbezirk Darmstadt.

## Opdeling

### Landkreise
(fra nord mod syd)
- Landkreis Kassel
- Werra-Meißner-Kreis
- Waldeck-Frankenberg
- Schwalm-Eder-Kreis
- Hersfeld-Rotenburg
- Landkreis Fulda

### Kreisfri by
- Kassel

### By med særstatus
- Fulda

## Regeringspræsidenter i Kassel
- 1867-1872 Eduard von Moeller
- 1872-1876 Ludwig von Bodelschwingh
- 1876-1881 August Freiherr von Ende
- 1881-1886 Botho Graf zu Eulenburg
- 1886-1887 Eduard Magdeburg
- 1887-1893 Anton Rothe
- 1893-1899 Maximilian Graf Clairon d'Hassouville
- 1899-1905 August von Trott zu Solz
- 1905-1919 Graf von Bernstorff
- 1919-1926 Gustav Springorum
- 1926-1927 Otto Stoelzel
- 1927-1933 Ferdinand Friedensburg
- 1933-1944 Konrad von Monbart
- 1944-1945 Ernst Beckmann
- 1945-1962 Fritz Hoch
- 1962-1975 Alfred Schneider
- 1975-1979 Burghard Vilmar
- 1979-1984 Heinz Fröbel
- 1984-1987 Burghard Vilmar
- 1987-1991 Ernst Wilke
- 1991-1993 Ilse Stiewitt
- 1993-1996 Inge Friedrich
- 1996-1999 Bertram Hilgen
- 1999-2003 Oda Scheibelhuber
- 2003 Lutz Klein

51°10′N 9°25′Ø / 51.17°N 9.42°Ø
|  | Infoboks uden skabelon Denne artikel har en infoboks dannet af en tabel eller tilsvarende. |